# Johann Konrad Schaubach
Johann Konrad Schaubach (auch Johannes Conrad; * 20. Januar 1764 in Meiningen; † 10. Dezember 1849 ebenda) war ein deutscher Astronom und Gymnasiallehrer.

## Leben
Schaubach war Sohn einer seit dem Dreißigjährigen Krieg in Meiningen angestammten Maurerfamilie. Sein Bruder war der Architekt Johann Andreas Schaubach. Er besuchte das Lyzeum illustre seiner Heimatstadt und wurde vielfältig auf das Studium vorbereitet. 1783 begann er sein Studium der Philosophie und Theologie an der Universität Göttingen. Die Studienzeit war durch seine schlechte finanzielle Lage geprägt, denn sein Elternhaus konnte nicht viel beitragen. Seine einzigen Einnahmen waren ein Stipendium und ein Freitisch. Später wurde er in Göttingen als Hauslehrer tätig. Nachdem er das theologische Examen bestanden hatte und in seiner Heimat 1787 in den Kreis der Predigeramtskandidaten aufgenommen worden war, kehrte er nach Göttingen zurück, wo er sich verstärkt dem Studium der Mathematik und Physik widmete.
Schaubach schlug Angebote aus Stralsund und Eutin ab, um sich weiter seinen Studien zu widmen. 1789 schließlich nahm er einen Ruf an das Pädagogium Ilfeld an. Dort war er als Collaborator tätig, bis er 1791 einem weiteren Ruf zurück nach Meiningen folgte. Dort wurde er Schulinspektor am Lyzeum illustre, 1806 Ephorus und schließlich – mit der Erhebung der Bildungsanstalt zum Gymnasium – dessen erster Rektor. 1835 trat er in den Ruhestand. Er hatte bis dahin die Schule maßgeblich geprägt. In seine Zeit fällt auch der Aufbau der Schulbibliothek. Bereits 1816 wurde er zum Konsistorialrat ernannt.
1799 wurde er zum korrespondierenden Mitglied der Göttinger Akademie der Wissenschaften gewählt.
Während sein Interesse an der Theologie schnell nachließ, widmete er sich insbesondere der Geschichte der Astronomie und wird als Vater der Geschichte der antiken Sternkunde bezeichnet.
Als einer von Wenigen hat sich Karl Marx in seiner Dissertation über die Differenz der demokritischen und epikureischen Naturphilosophie (Jena 1841) mit Schaubachs Darstellung der Atomlehre Epikurs, seiner Unterscheidung zwischen den Anfängen (átomoi archaí) und den Elementen  (átoma stoicheia) kritisch auseinandergesetzt.

## Publikationen (Auswahl)
- Ueber die Katasterismen des Eratosthenes, 1791.
- Eratosthenis Catasterismi : Cum Interpretatione Latina Et Commentario, Vandenhoeck & Ruprecht, Göttingen 1795.
- Ueber die Meinungen der Alten von unserem Sonnensystem, 1796.
- Geschichte der griechischen Astronomie bis auf Eratosthenes, Röwer, Göttingen 1802. (Digitalisat)
- Breiten- und Höhenbestimmungen einiger Oerter um Meiningen, Meiningen 1807.
- Novae editionis Arateorum Ciceronis, Germanici Caesaris et R. F. Avieni specimen, 2 Bände, Hartmann, Göttingen 1818–1820.
- Über Epikurs astronomische Begriffe, in: Archiv für Philologie und Pädagogik 5 (1837), S. 547–557.